# Love Sick (canção de Bob Dylan)
“Love Sick” é uma canção do músico estadunidense Bob Dylan lançada em seu trigésimo álbum de estúdio, Time Out of Mind, em 1997, e tomada como o segundo single do álbum em 1 de junho de 1998.
A canção foi interpretada por Bob Dylan no Grammy Awards de 1998. Durante o recital, um homem, com as palavras “Soy Bomb” (bomba de soja) escritas em seu torso, subiu ao palco, causando surpresa aos espectadores e ao próprio Bob. Logo depois, foi preso. Em 2005, a banda Eels lançou uma canção intitulada “Whatever Happened to Soy Bomb” em seu álbum Blinking Lights and Other Revelations.
“Love Sick” já teve covers de algumas bandas, com destaque para a adaptação feita pelo The White Stripes.

## Lista de canções

### “Love Sick” CD1 (COL 665997 2)
1. «»Love Sick (Live) - 5:29
  - Gravado na cerimônia de entrega dos Prêmios Grammy em 25 de fevereiro de 1998
2. «Cold Irons Bound» (Live) - 6:50
  - Gravado ao vivo no El Rey Theatre de Los Angeles, Califórnia, em 16 de dezembro de 1997
3. «Cocaine Blues» (Live) - 5:43
  - Gravado ao vivo no El Rey Theatre de Los Angeles, Califórnia, em 16 de dezembro de 1997
4. «Born in Time» (Live) - 5:19
  - Gravado ao vivo no Center for the Performing Arts de Nova Jérsia em 1 de fevereiro de 1998

### “Love Sick” CD2 (COL 665997 5)
1. «Love Sick» - 5:22
2. «Can't Wait» (Live) - 6:04
  - Gravado ao vivo no El Rey Theatre de Los Angeles em 20 de dezembro de 1997
3. «Roving Gambler» (Live) - 3:53
  - Gravado ao vivo no El Rey Theatre de Los Angeles em 17 de dezembro de 1997
4. «Blind Willie McTell» (Live) - 7:00
  - Gravado ao vivo no Jones Beach Music Theater de Wantagh em 17 de agosto de 1998

### Love Sick: Dylan Alive! Vol. 1EP duplo japonês
Disco um
1. «Love Sick» - 5:22
2. Can't Wait (Live) - 6:04
3. Roving Gambler (Live) - 3:53
4. Blind Willie McTell (Live) - 7:00

Disco dois
1. Love Sick (Live) - 5:29
2. Cold Irons Bound (Live) - 6:50
  - Gravado ao vivo no El Rey Theatre de Los Angeles, Califórnia, em 16 de dezembro de 1997
3. Cocaine Blues (Live) - 5:43
  - Gravado ao vivo no El Rey Theatre de Los Angeles, Califórnia, em 16 de dezembro de 1997
4. Born in Time (Live) - 5:19

### EP exclusivo daVictoria's Secret
1. «She Belongs to Me» - 2:46
2. «Don't Think Twice, It's All Right» - 3:38
3. «To Ramona» - 3:51
4. «Boots of Spanish Leather» - 4:37
5. «It's All Over Now, Baby Blue» - 4:13
6. «Love Sick» (Remix) - 5:24
7. «Make You Feel My Love» - 3:31
8. «Things Have Changed» - 5:08
9. «Sugar Baby» - 6:41